# Кнез од Зете (опера)
Кнез од Зете је опера, музичка драма у четири чина (четрнаест слика), Петра Коњовића. Имала је неколико поставки, сваки пут са назнаком премијере. Извођена је у Београду 1929, 1946, 1968. и 1989. и у Новом Саду 1966. године. Припада зрелој фази Коњовићевог стваралаштва и сматра се једним од његових најбољих дела.

## Либрето
Аутор према трагедији Максим Црнојевић Лазе Костића

## Праизведба
- 25. мај 1929, Београд у Народном позоришту

## Ликови и улоге
Иво Црнојевић, господар Захумља и Зете - бас-баритон

Јевросима, његова жена - алт

Максим, кнежевић зетски, њихов син - баритон

Милош Обренбеговић, војвода, посинак Ивин - тенор

Дужде од Млетака - бас

Лоренцо, дуждев син - тенор

Анђелија, дуждева кћи - сопран

Филета, удовица дуждева сина Марка - мецосопран

Црвена маска и Гуслар, Војвода Надан Бојмир, противник Ива Црнојевића - баритон

Радоје Црногорац, момак у Ива - баритон

Два Млечића - тенор и тенор

Виноноша - сопран

Три Црногорца - бас, тенор и баритон

Глас гондољера - тенор

Дворкиња у Јевросиме - мецосопран

Пратиља Анђелијина - алт
Војводе црногорске, млетачка сињорија, Црногорци, Млечићи, маске, играчи у пратњи Ивиној, калуђери у Зетском манастиру, црногорске покајнице, грађани, грађанке, гондољери у Млецима

## Место и време
Догађа се у Млецима (Венецији) и Зети у другој половини XV века.

### I чин
- I Слика - Предигра
- II Слика - Господство

### II чин
- III Слика - Мати
- IV Слика - Боловање
- V Слика - Чежња
- VI Слика - Страховање
- VII Слика - Молитва
- VIII Слика - Заклетва

### III чин
- IX Слика - Одрицање
- X Слика - Лакрдије (Карневал)
- XI Слика - Мржња
- XII Слика - Балада

### IV чин
- XIII Слика - Судбе суд
- XIV Слика - Свадбени погреб